# Sinlap
Sinlap est l'un des cinq cratères d'impact formellement identifiés à la surface de Titan, satellite naturel de Saturne.

## Géographie et géologie
Situé par 11,3° N et 16° W, Sinlap occupe à peu près le centre de Bazaruto Facula, une petite région claire à l'est de Fensal.
La morphologie de ce cratère est remarquable pour un impact sur terrain glacé. Par comparaison avec Ganymède, des cratères de cette taille (80 km) présentent habituellement un fond convexe par relaxation élastique ainsi qu'une cavité centrale, ce qui n'est pas observé pour Sinlap. Au contraire, le fond de ce cratère est plat, avec des bords dont l'inclinaison a été estimée à 16° ± 5°, et une profondeur de 1 300 ± 200 m. Cette morphologie particulière rappelle davantage les cratères noachiens de la planète Mars, dont le fond plat résulte d'épanchements de lave ou de dépôts sédimentaires.